# Halowe Mistrzostwa Świata w Lekkoatletyce 2014 – bieg na 3000 m mężczyzn
Bieg na 3000 metrów mężczyzn – jedna z konkurencji rozegranych podczas 15. Halowych Mistrzostw Świata w Sopocie.

## Terminarz
| Data    | Godzina | Runda      |
| ------- | ------- | ---------- |
| 7 marca | 20:25   | Eliminacje |
| 9 marca | 16:10   | Finał      |

## Wyniki
| CR – rekord mistrzostw \| NR – rekord kraju \| AR – rekord kontynentu \| SB – najlepszy wynik w sezonie \| PB – rekord życiowy |

### Eliminacje
Do zawodów przystąpiło 20 zawodników. Aby dostać się do półfinału trzeba było zająć miejsce w pierwszej czwórce w swoim biegu eliminacyjnym (Q) lub znaleźć się w gronie 4 najszybszych zawodników, którzy się nie zakwalifikowali (q).
| Pozycja | Bieg | Zawodnik              | Reprezentacja     | Czas    | Uwagi |
| ------- | ---- | --------------------- | ----------------- | ------- | ----- |
| 1.      | 2    | Caleb Mwangangi Ndiku | Kenia             | 7:42,75 | Q     |
| 2.      | 2    | Hagos Gebrhiwet       | Etiopia           | 7:42,95 | Q     |
| 3.      | 2    | Bernard Lagat         | Stany Zjednoczone | 7:42,98 | Q     |
| 4.      | 2    | Hayle İbrahimov       | Azerbejdżan       | 7:43,15 | Q     |
| 5.      | 2    | Cameron Levins        | Kanada            | 7:44,04 | q, NR |
| 6.      | 2    | Zane Robertson        | Nowa Zelandia     | 7:44,16 | q     |
| 7.      | 1    | Augustine Choge       | Kenia             | 7:44,85 | Q     |
| 8.      | 1    | Dejen Gebremeskel     | Etiopia           | 7:45,09 | Q     |
| 9.      | 1    | Galen Rupp            | Stany Zjednoczone | 7:45,23 | Q     |
| 10.     | 1    | Andrew Vernon         | Wielka Brytania   | 7:45,49 | Q, PB |
| 11.     | 1    | Elroy Gelant          | Południowa Afryka | 7:45,85 | q     |
| 12.     | 1    | Collis Birmingham     | Australia         | 7:46,15 | q, PB |
| 13.     | 2    | Antonio Abadía        | Hiszpania         | 7:46,36 | PB    |
| 14.     | 1    | Othmane El Goumri     | Maroko            | 7:48,83 |       |
| 15.     | 1    | Ali Kaya              | Turcja            | 7:51,27 |       |
| 16.     | 1    | Łukasz Parszczyński   | Polska            | 7:52,91 |       |
| 17.     | 1    | Youssouf Hiss Bachir  | Dżibuti           | 7:53,96 |       |
| 18.     | 2    | Abdelhadi Labâli      | Maroko            | 7:54,32 |       |
| 19.     | 2    | Jonathan Mellor       | Wielka Brytania   | 8:03,17 |       |
| 20 !    | 2    | Yoann Kowal           | Francja           | DSQ     |       |

### Finał
| Pozycja | Zawodnik              | Reprezentacja     | Czas    |
| ------- | --------------------- | ----------------- | ------- |
| 1.      | Caleb Mwangangi Ndiku | Kenia             | 7:54,94 |
| 2.      | Bernard Lagat         | Stany Zjednoczone | 7:55,22 |
| 3.      | Dejen Gebremeskel     | Etiopia           | 7:55,39 |
| 4.      | Galen Rupp            | Stany Zjednoczone | 7:55,84 |
| 5.      | Hagos Gebrhiwet       | Etiopia           | 7:56,34 |
| 6.      | Hayle İbrahimov       | Azerbejdżan       | 7:56,37 |
| 7.      | Elroy Gelant          | Południowa Afryka | 7:57,31 |
| 8.      | Cameron Levins        | Kanada            | 7:57,37 |
| 9.      | Augustine Choge       | Kenia             | 7:57,46 |
| 10.     | Collis Birmingham     | Australia         | 7:57,55 |
| 11.     | Andrew Vernon         | Wielka Brytania   | 7:58,25 |
| 12.     | Zane Robertson        | Nowa Zelandia     | 8:01,81 |